# Светско првенство у атлетици у дворани 1987 — 3.000 метара за жене
Трка на 3.000 метара у женској конкуренцији на 1. Светском првенству у атлетици 1987. у Индијанаполису одржана је 7. марта.

## Земље учеснице
Учествовало је 12 такмичарки из 11 земаља.
1. Аруба (1)
2. Аустралија (1)
3. Белгија (1)
4. Западна Немачка (1)
5. Канада (1)
6. Перу (1)
7. Румунија (1)
8. САД (1)
9. СССР (2)
10. Уједињено Краљевство (1)
11. Холандија (1)

## Рекорди
| Рекорди пре почетка Светског првенства у дворани 1987. | Рекорди пре почетка Светског првенства у дворани 1987. | Рекорди пре почетка Светског првенства у дворани 1987. | Рекорди пре почетка Светског првенства у дворани 1987. | Рекорди пре почетка Светског првенства у дворани 1987. |                                       |
| ------------------------------------------------------ | ------------------------------------------------------ | ------------------------------------------------------ | ------------------------------------------------------ | ------------------------------------------------------ | ------------------------------------- |
| Светски рекорд                                         | 8:39,79                                                | Зола Бад, Уједињено Краљевство                         | Косфорд,                                               | 8. фебруар 1986.                                       |                                       |
| Рекорд светских првенстава                             | Ово је 1. светско првенство у дворани                  | Ово је 1. светско првенство у дворани                  | Ово је 1. светско првенство у дворани                  | Ово је 1. светско првенство у дворани                  | Ово је 1. светско првенство у дворани |
| Најбољи резултат сезоне                                | 8:43,49                                                | Маричика Пујка, Румунија                               | Њујорк, САД                                            | 7. фебруар 1987.                                       |                                       |
| Афрички рекорд                                         |                                                        |                                                        |                                                        |                                                        |                                       |
| Азијски рекорд                                         |                                                        |                                                        |                                                        |                                                        |                                       |
| Северноамерички рекорд                                 |                                                        |                                                        |                                                        |                                                        |                                       |
| Јужноамерички рекорд                                   |                                                        |                                                        |                                                        |                                                        |                                       |
| Европски рекорд                                        | 8:39,79                                                | Зола Бад, Уједињено Краљевство                         | Косфорд,                                               | 8. фебруар 1986.                                       |                                       |
| Океанијски рекорд                                      |                                                        |                                                        |                                                        |                                                        |                                       |

### Најбољи резултати у 1987. години
Десет најбољих атлетичарки године на 3.000 метара у дворани пре првенства (6. марта 1987), имале су следећи пласман.
| 1.  | Маричика Пујка, Румунија         | '8:43,49 | 27. фебруар |
| 2.  | Ласли Лехејн, Сједињене Државе   | 8:44,05  | 1. фебруар  |
| 3.  | Ивон Мари, Велика Британија      | 8:46,06  | 22. фебруар |
| 4.  | Паула Иван, Румунија             | 8:46,45  | 15. фебруар |
| 5.  | Олга Бондаренко, Совјетски Савез | 8:48,70  | 15 фебруар  |
| 6.  | Јулија Јонеску, Румунија         | 8:49,39  | 15. фебруар |
| 7.  | Ели ван Хулст, Холандија         | 8:51,40  | 22. фебруар |
| 8.  | Бригите Краус, Западна Немачка   | 8:53,01  | 22. фебруар |
| 9.  | Лесли Сејмур, Сједињене Државе   | 8:55,22  | 27. фебруар |
| 10. | Вера Михалек, Западна Немачка    | 8:55,58  | 22. фебруар |

Такмичарке чија су имена подебљана учествовале су на СП 1987.

## Сатница
| Датум        | Време | Ниво   |
| ------------ | ----- | ------ |
| 7. март 1987 |       | Финале |

## Освајачице медаља
|                        |                      |                         |
| Татјана Самоленко СССР | Олга Бондаренко СССР | Маричика Пујка Румунија |

## Резултати

### Финале
Због малог броја учесница одржана је само финална трка.
| Плас. | Атлетичарка                 | Земља                | ЛР      | ЛРС     | Резултат | Белешка  |
| ----- | --------------------------- | -------------------- | ------- | ------- | -------- | -------- |
|       | Татјана Самоленко-Доровских | СССР                 | 8:44,86 |         | 8:46,52  | РСП, ЛРС |
|       | Олга Бондаренко             | СССР                 | 8:42,3+ |         | 8:47,08  | ЛРС      |
|       | Маричика Пујка              | Румунија             | 8:43,49 | 8:43,49 | 8:47,92  |          |
| 4.    | Кришна Вуд                  | Аустралија           |         |         | 8:48,38  | КВ       |
| 5.    | Ивон Мари                   | Уједињено Краљевство | 8:46,06 | 8:46,06 | 8:48,43  |          |
| 6.    | Лин Канука-Вилијамс         | Канада               |         |         | 8:50,80  | НР       |
| 7.    | Лесли Сејмур                | САД                  |         |         | 8:54,55  | ЛР       |
| 8.    | Ели ван Хулст               | Холандија            | 8:33,82 |         | 8:57,46  | ЛРС      |
| 9.    | Ingrid Delagrange           | Белгија              |         |         | 9:19,45  |          |
| 10.   | Ена Гевара                  | Перу                 |         |         | 9:35,64  |          |
| 11.   | Корнелија Мелис             | Аруба                |         |         | 10:24,79 | НР       |
| 12.   | Бригите Краус               | Западна Немачка      |         |         | НЗ       |          |